# Heliosciurus mutabilis
Heliosciurus mutabilis — вид гризунів родини Sciuridae. Зустрічається в Малаві, Мозамбіку, Танзанії, Замбії та Зімбабве. Її природні середовища існування — це субтропічні або тропічні вологі низинні ліси, субтропічні або тропічні вологі гірські ліси, волога савана та субтропічні або тропічні високогірні луки.

## Характеристики
Це середня або велика вивірка роду, яка досягає середньої довжини голови й тулуба приблизно від 21,7 до 26,9 сантиметра, довжини хвоста приблизно від 23,5 до 30,2 сантиметра та ваги приблизно від 330 до 380 грамів. Самиці в середньому трохи менші за самців. Довжина задніх лап становить приблизно від 46 до 60 міліметрів, довжина вуха – від 13 до 19 міліметрів. На відміну від інших видів роду, H. mutabilis характеризується дуже мінливим сезонним малюнком хутра. Тварини зазвичай мають коричневий або червонувато-коричневий, грубий волосяний покрив. Волосся на спині має коричневу основу, дві світліші та одну піщану смугу посередині, а також кремово-білий кінчик. Голова, щоки та ноги мають колір того ж кольору, що й хутро на спині, нижня сторона світліша та чіткіше окреслена порівняно з боками. Хвіст порівняно довгий, становить приблизно 112% довжини голови й тулуба; він тонкий і коричневий, має чітко помітні світло-кремово-білі до піщано-коричневі кільця. Кінчик хвоста може бути червонувато-коричневим до кольору кориці. Під час линяння забарвлення спини змінюється на коричне, червонувато-коричневе або каштаново-коричневе, потім поступово стає блідішим і чорнувато-коричневим. У багатьох особин линяння відбувається плямами, тому хутро на спині може утворювати мозаїку зі свіжого та старого хутра. Такий тип линяння поки що відомий лише у цього виду вивірок.

## Спосіб життя
H. mutabilis мешкає у вічнозелених тропічних лісах у низовинах та гірських районах до висоти близько 2100 метрів, а також у густіших насадженнях та заростях брахістегії та юльбернардії вздовж річок та в прибережних районах. Цей вид веде денний спосіб життя та не дуже соціальний, живе переважно поодинці або з одним партнером. Ці тварини живуть на деревах і будують гнізда в дуплах дерев або в густих ліанах у верхніх ярусах дерев. Вони харчуються переважно плодами кігелії та листям плюща, але також їдять інші частини рослин, фрукти, горіхи і навіть комах та яйця. Вони швидко бігають по гілках і гілочках у верхівках дерев. Коли тварини перебувають під загрозою, вони видають гучні крики та піднімають хвости; іноді вони щільно притискаються до гілок або ховаються в дуплі дерева. Даних про репродуктивну поведінку мало.